# 托波利 (科澤列齊區)
50°51′59″N 31°6′39″E / 50.86639°N 31.11083°E
托波利（羅馬化：Topoli）是烏克蘭北部切爾尼希夫州切爾尼希夫區科澤萊茨市鎮的村莊。該村始建於1760年，面積0.68平方公里，海拔高度115米，2001年人口195，人口密度每平方公里287.2人。